# Kraftenlos
|  | Denne artikel er oprettet af botten Steenthbot ud fra en ekstern database. Den kan derfor have sproglige fejl eller mangler. Denne skabelon kan fjernes efter kontrol af indholdet. |

Kraftenlos er en dansk dokumentarfilm fra 2021 instrueret af Søren Brydesen.

## Handling
En filminstruktør beder sin familie om hjælp til at forberede en fest til moderen, efter hun har været ramt af en depression. I et kaotisk filmstudie med høns og balloner, kaster familien sig ud i at forvandle rummet alt imens minderne og tankerne om mørket langsomt forsvinder.